# Eparchia di Santa Maria del Patrocinio in Buenos Aires
L'eparchia di Santa Maria del Patrocinio in Buenos Aires (in latino Eparchia Sanctae Mariae a Patrocinio Bonaërensis Ucrainorum) è una sede della Chiesa greco-cattolica ucraina in Argentina suffraganea dell'arcidiocesi di Buenos Aires. Nel 2022 contava 80.000 battezzati. È retta dall'eparca Daniel Kozlinski Netto.

## Territorio
L'eparchia ha giurisdizione su tutti i fedeli della Chiesa greco-cattolica ucraina residenti in Argentina.
Sede eparchiale è la città di Buenos Aires, dove si trova la cattedrale di Santa Maria del Patrocinio.
Il territorio è suddiviso in 14 parrocchie.

## Storia
L'esarcato apostolico per i fedeli greco-cattolici ucraini residenti in Argentina fu eretto il 9 aprile 1968 con la bolla Ucrainorum fidelium di papa Paolo VI.
Il 24 aprile 1978 l'esarcato apostolico è stato elevato ad eparchia con la bolla Cum praeterito dello stesso papa Paolo VI.

## Cronotassi dei vescovi
Si omettono i periodi di sede vacante non superiori ai 2 anni o non storicamente accertati.
- Andrés Sapelak, S.D.B. † (9 febbraio 1968 - 12 dicembre 1997 ritirato)
- Miguel Mykycej, F.D.P. † (24 aprile 1999 - 10 aprile 2010 ritirato)
  - Sede vacante (2010-2016)[1]
- Daniel Kozelinski Netto, dall'8 ottobre 2016

## Statistiche
L'eparchia nel 2022 contava 80.000 battezzati.
| anno | popolazione | popolazione | popolazione | presbiteri | presbiteri | presbiteri | presbiteri                | diaconi | religiosi | religiosi | parrocchie |
| anno | battezzati  | totale      | %           | numero     | secolari   | regolari   | battezzati per presbitero | diaconi | uomini    | donne     | parrocchie |
| ---- | ----------- | ----------- | ----------- | ---------- | ---------- | ---------- | ------------------------- | ------- | --------- | --------- | ---------- |
| 1970 | 110.000     | 200.000     | 55,0        | 18         | 5          | 13         | 6.111                     |         | 18        | 84        | 10         |
| 1976 | 110.000     | ?           | ?           | 18         | 3          | 15         | 6.111                     |         | 17        | 102       | 11         |
| 1980 | 115.000     | ?           | ?           | 21         | 3          | 18         | 5.476                     |         | 19        | 103       | 12         |
| 1990 | 124.000     | ?           | ?           | 18         | 5          | 13         | 6.888                     | 1       | 13        | 89        | 13         |
| 1999 | 126.000     | ?           | ?           | 14         | 3          | 11         | 9.000                     | 1       | 18        | 74        | 13         |
| 2000 | 126.000     | ?           | ?           | 15         | 3          | 12         | 8.400                     | 1       | 18        | 85        | 17         |
| 2001 | 128.000     | ?           | ?           | 18         | 3          | 15         | 7.111                     | 1       | 19        | 84        | 19         |
| 2002 | 128.000     | ?           | ?           | 18         | 3          | 15         | 7.111                     | 1       | 17        | 89        | 19         |
| 2003 | 128.000     | ?           | ?           | 19         | 4          | 15         | 6.736                     | 1       | 17        | 84        | 19         |
| 2004 | 130.000     | ?           | ?           | 21         | 6          | 15         | 6.190                     | 1       | 18        | 89        | 24         |
| 2009 | 160.000     | ?           | ?           | 18         | 10         | 8          | 8.888                     | 2       | 9         | 88        | 20         |
| 2010 | 160.000     | ?           | ?           | 17         | 9          | 8          | 9.411                     | 1       | 8         | 87        | 18         |
| 2014 | 167.800     | ?           | ?           | 20         | 13         | 7          | 8.390                     |         | 9         | 87        | 13         |
| 2017 | 120.000     | ?           | ?           | 27         | 22         | 5          | 4.444                     | 1       | 15        | 79        | 17         |
| 2020 | 121.400     | ?           | ?           | 22         | 14         | 8          | 5.518                     |         | 9         | 47        | 14         |
| 2022 | 80.000      | ?           | ?           | 17         | 10         | 7          | 4.705                     |         | 12        | 45        | 14         |